# Mylène Demongeot
Marie-Hélène "Mylène" Demongeot, född 29 september 1935 i Nice, Alpes-Maritimes, död 1 december 2022 i Paris, var en fransk skådespelerska.

## Rollista i urval
- 1958 – Ett moln på min himmel
- 1958 – Vacker men kriminell
- 1959 – Den hårda natten
- 1961 – Musketörernas hämnd
- 1963 – Doktorn på vift
- 1964 – Fantomas
- 1965 – Fantomas slår till igen
- 1967 – Den fantastiske Fantomas
- 1970 – Tolv plus en
- 1986 – Tjuvar och älskare
- 1988 – Mannen som levde på Ritz
- 2006 – Camping